# Chiesa di Santa Maria della Purità (Nardò)
La chiesa di Santa Maria della Purità è una chiesa del centro storico di Nardò, in provincia di Lecce.

## Descrizione
Edificata per volontà del nobile vescovo Antonio Sanfelice (1708-1736), unitamente all'attiguo istituto per l'educazione delle giovani fanciulle a rischio, fu realizzata tra il 1710 e il 1724 secondo i disegni e i modelli dell'architetto Ferdinando Sanfelice, fratello del vescovo e allievo di Francesco Solimena, e ad oggi è uno dei pochi edifici religiosi ancora esistenti realizzati dall'architetto napoletano. L'edificio religioso fu consacrato dallo stesso vescovo il 15 gennaio 1722.
La facciata, di ispirazione borrominiana, è modulata dalla alternanza di superfici concave e convesse, enfatizzate da modanature, ed è ricca di elementi decorativi tratti dal repertorio napoletano dell'epoca.
L'interno si sviluppa su una pianta a croce greca, con bracci molto corti, evidenziati da quattro paraste, che incorniciano tre cappelloni, voltati a botte e decorati con esuberanti motivi a stucco. Nel braccio centrale si trova l'altare maggiore in marmo policromo, sulla cui parete retrostante si trova la tela raffigurante la Madonna tra santi, opera dello stesso Ferdinando Sanfelice. Ai piedi dell'altare si trova la sepoltura del vescovo Sanfelice, fondatore del complesso monumentale. Gli altri due bracci ospitavano, rispettivamente, a destra l'altare policromo dedicato a san Nicola e a sinistra quello dedicato a san Gennaro: oggi restano solo le due tele ad olio raffiguranti San Nicola tra santi e il Martirio di san Gennaro, opere dello stesso architetto.
La volta che copre la parte centrale della chiesa è una vela intersecata da due costoloni a tutto sestoche, originandosi dalle paraste, si tagliano ad angolo retto in chiave: nelle quattro lunette risultanti sono allocate altrettante finestre mistilinee.